# Copa Rio de 2019
A Copa Rio de Profissionais de  2019 foi a 24ª edição da Copa Rio, competição organizada pela Federação de Futebol do Estado do Rio de Janeiro. O campeonato foi disputado por vinte e cinco clubes participantes das três primeiras divisões do Campeonato Carioca de Futebol de 2018. O vencedor do torneio teve direito à escolha de uma vaga na Copa do Brasil de 2020 ou no Campeonato Brasileiro da Série D de 2020, ficando o vice-campeão com a vaga restante.

## Sistema de disputa
A competição foi dividida em seis fases, todas disputadas em caráter eliminatório. Houve uma fase preliminar disputada entre o vice-campeão e o terceiro colocado da última Série C. O vencedor desta fase avançou para a Primeira Fase onde estiveram as equipes classificadas das séries B1 e B2. Nas Oitavas de Final entraram as equipes classificadas da Série A, além dos campeões das séries B1 e B2. As fases foram disputadas em ida e volta com igualdades sendo desempatadas nos pênaltis.
O campeão teve direito a escolher uma vaga na Copa do Brasil de 2020 ou no Campeonato Brasileiro da Série D de 2020.

## Participantes
| Equipe                | Cidade                | Em 2018        | Estádio             | Capacidade | Títulos            | Forma de classificação   |
| --------------------- | --------------------- | -------------- | ------------------- | ---------- | ------------------ | ------------------------ |
| 7 de Abril            | Rio de Janeiro        | 25º            | Giulite Coutinho    | 13 544     | 0 (não possui)     | 6º colocado da Série B2  |
| America               | Rio de Janeiro        | 9º             | Giulite Coutinho    | 13 544     | 0 (não possui)     | Campeão da Série B1      |
| Americano             | Campos dos Goytacazes | Campeão        | Ângelo de Carvalho  | 900        | 1 (último em 2018) | Vice-campeão da Série B1 |
| Arraial do Cabo [ACB] | Arraial do Cabo       | 24º            | Lourival Gomes      | 1 800      | 0 (não possui)     | 8º colocado da Série B2  |
| Audax Rio             | São João de Meriti    | 3º             | Moça Bonita         | 9 024      | 1 (último em 2010) | 4º colocado da Série B1  |
| Bangu                 | Rio de Janeiro        | 14º            | Moça Bonita         | 9 024      | 0 (não possui)     | 8º colocado da Série A   |
| Barra Mansa           | Barra Mansa           | não participou | Leão do Sul         | 2 000      | 0 (não possui)     | 7º colocado da Série B2  |
| Boavista-RJ           | Saquarema             | não participou | Elcyr Resende       | 4 315      | 1 (último em 2017) | 5º colocado da Série A   |
| Bonsucesso            | Rio de Janeiro        | não participou | Leônidas da Silva   | 2 390      | 0 (não possui)     | 5º colocado da Série B1  |
| Cabofriense           | Cabo Frio             | não participou | Correão             | 2 611      | 0 (não possui)     | 7º colocado da Série A   |
| Campo Grande          | Rio de Janeiro        | não participou | Ítalo del Cima      | 18 000     | 0 (não possui)     | 3º colocado da Série C   |
| Campos                | Campos dos Goytacazes | 5º             | Ângelo de Carvalho  | 900        | 0 (não possui)     | Vice-campeão da Série B2 |
| Friburguense          | Nova Friburgo         | 4º             | Eduardo Guinle      | 5 500      | 0 (não possui)     | 6º colocado da Série B1  |
| Madureira             | Rio de Janeiro        | 12º            | Conselheiro Galvão  | 2 136      | 1 (último em 2011) | 9º colocado da Série A   |
| Mageense              | Magé                  | não participou | César Paim          | 1 000      | 0 (não possui)     | Campeão da Série C       |
| Maricá                | Maricá                | 17º            | Alziro de Almeida   | 900        | 0 (não possui)     | 3º colocado da Série B2  |
| Nova Cidade           | Nilópolis             | 19º            | Joaquim Flores      | 500        | 0 (não possui)     | Campeão da Série B2      |
| Pérolas Negras        | Resende               | 21º            | Trabalhador         | 4 600      | 0 (não possui)     | 4º colocado da Série B2  |
| Portuguesa-RJ         | Rio de Janeiro        | 7º             | Moça Bonita         | 9 024      | 2 (último em 2016) | 6º colocado da Série A   |
| Itaboraí Profute      | Itaboraí              | não participou | Louzadão            | 6 000      | 0 (não possui)     | Vice-campeão da Série C  |
| Queimados FC          | Queimados             | não participou | Joaquim Flores      | 500        | 0 (não possui)     | 5º colocado da Série B2  |
| Sampaio Corrêa-RJ     | Saquarema             | não participou | Lourival Gomes      | 1 800      | 0 (não possui)     | 3º colocado da Série B1  |
| Serra Macaense        | Macaé                 | não participou | Moacyrzão           | 15 000     | 0 (não possui)     | 8º colocado da Série B1  |
| Tigres do Brasil      | Duque de Caxias       | não participou | Los Larios          | 6 300      | 0 (não possui)     | 7º colocado da Série B1  |
| Volta Redonda         | Volta Redonda         | 15º            | Raulino de Oliveira | 18 230     | 4 (último em 2007) | 10º colocado da Série A  |

- ACB ^ : A equipe do Arraial do Cabo irá disputar a Copa Rio em parceria com o Araruama.

## Resultados

### Fase preliminar
Em itálico, os times que possuem o mando de campo no primeiro jogo do confronto e em negrito os times classificados.
| Equipe 1     | Total | Equipe 2            | 1.º jogo | 2.º jogo |
| ------------ | ----- | ------------------- | -------- | -------- |
| Campo Grande | 3–2   | Itaboraí Profute[a] | 3–0      | 0–2      |

Notas:

- a ^  O Campo Grande foi eliminado da Copa Rio por escalação irregular de quatro jogadores, apesar de ter vencido pelo placar agregado de 3–2. Com isso, o Profute Volantes se classificou para a fase seguinte.[3][4][5]

### Primeira fase
Em itálico, os times que possuem o mando de campo no primeiro jogo do confronto e em negrito os times classificados.
| Equipe 1         | Total       | Equipe 2          | 1.º jogo | 2.º jogo |
| ---------------- | ----------- | ----------------- | -------- | -------- |
| Maricá           | 2–1         | Friburguense      | 1–1      | 1–0      |
| Barra Mansa      | 0–6         | Bonsucesso        | 0–3      | 0–3      |
| 7 de Abril       | 1–7         | Tigres do Brasil  | 1–4      | 0–3      |
| Arraial do Cabo  | 2–2 (5–4 p) | Americano         | 1–0      | 1–2      |
| Pérolas Negras   | 1–1 (2–3 p) | Audax Rio         | 0–0      | 1–1      |
| Campos           | 2–1         | Serra Macaense    | 0–0      | 2–1      |
| Mageense         | 2–4         | Sampaio Corrêa-RJ | 1–0      | 1–4      |
| Itaboraí Profute | 7–3         | Queimados FC      | 5–1      | 2–2      |

### Oitavas de final
Em itálico, os times que possuem o mando de campo no primeiro jogo do confronto e em negrito os times classificados.
| Equipe 1          | Total       | Equipe 2      | 1.º jogo | 2.º jogo |
| ----------------- | ----------- | ------------- | -------- | -------- |
| Maricá            | 6–0         | Bangu         | 3–0      | 3–0      |
| Bonsucesso        | 4–1         | Cabofriense   | 2–1      | 2–0      |
| Tigres do Brasil  | 3–1         | Volta Redonda | 3–0      | 0–1      |
| Arraial do Cabo   | 0–4         | Boavista-RJ   | 0–1      | 0–3      |
| Audax Rio         | 3–0         | Madureira     | 1–0      | 2–0      |
| Campos            | 0–1         | Portuguesa-RJ | 0–0      | 0–1      |
| Sampaio Corrêa-RJ | 4–4 (3–1 p) | America       | 2–3      | 2–1      |
| Itaboraí Profute  | 1–2         | Nova Cidade   | 1–0      | 0–2      |